# Tomares maresticus
Tomares maresticus är en fjärilsart som beskrevs av Gary R. Graves 1918. Tomares maresticus ingår i släktet Tomares och familjen juvelvingar. Inga underarter finns listade i Catalogue of Life.